# The Deer's Cry
The Deer's Cry és un motet sagrat d'Arvo Pärt, sobre un text en irlandès tradicional per a un cor a quatre parts a cappella. Va compondre l'obra sobre una comissió de la Irish Louth Contemporary Music Society. Va ser publicat per Universal Edition el 2007 i es va presentar per primera vegada a Louth, Irlanda, el febrer de 2008.

## Història
L'obra va ser encarregada per la Louth Contemporary Music Society. El text és la part final d'una oració tradicional per protegir-se, Saint Patrick's Breastplate, atribuïda a Sant Patrici, el principal patró d'Irlanda. El text és conegut com The Deer's Cry, The Breaplate of St Patrick (El peto de Sant Patrici), o Lorica i que sovint s'atribueix al sant. Pärt va escriure la seva composició en anglès modern, començant per Christ with me, compost per a un cor a quatre parts a cappella. Va ser publicat per Universal Edition el 2007, i va ser interpretat per primera vegada per l'State Choir Latvija, dirigit per Fergus Sheil, a Louth el 13 de febrer de 2008. The Deer's Cry és en un sol moviment i dura uns cinc minuts.

## Text
Pärt va compondre sobre un extracte de la pregària, la seva conclusió i repetí la primera línia d'aquesta secció (Christ with me) al final:
Christ with me, Christ before me, Christ behind me,

Christ in me, Christ beneath me, Christ above me,

Christ on my right, Christ on my left,

Christ when I lie down, Christ when I sit down,

Christ in me, Christ when I arise,

Christ in the heart of everyone who thinks of me,

Christ in the mouth of everyone who speaks of me,

Christ in every eye that sees me,

Christ in every ear that hears me.

Christ with me.